# Ellie Dickinson
Eleanor "Ellie" Dickinson (ur. 4 czerwca 1998 w Carlisle) – brytyjska kolarka torowa i szosowa, trzykrotna medalistka mistrzostw świata.

## Kariera
Pierwszy medal w karierze zdobyła w 2015 roku, kiedy zajęła drugie miejsce w scratchu na torowych mistrzostwach Europy juniorów w Atenach. Na rozgrywanych dwa lata później mistrzostwach Europy w Berlinie zdobyła złoty medal w madisonie. Następnie trzykrotnie zdobywała srebrne medale w drużynowym wyścigu na dochodzenie: na mistrzostwach świata w Apeldoorn (2018), mistrzostwach świata w Pruszkowie (2019) i mistrzostwach świata w Berlinie (2020). W tej samej konkurencji zdobyła również złoty medal podczas mistrzostw Europy w Glasgow (2018) i mistrzostw Europy w Apeldoorn (2019).